# Teardrops from My Eyes
Teardrops from My Eyes, geschrieben von Rudy Toombs, ist ein Rhythm-and-Blues-Song, der 1950 von Ruth Brown gesungen und von Atlantic Records veröffentlicht wurde. Der Song etablierte Ruth Brown als führende R&B-Sängerin der damaligen Zeit.

## Allgemeines
Bevor Teardrops from My Eyes veröffentlicht wurde, war Ruth Brown eine Sängerin sentimentaler Balladen, sogenannter „Torch Songs“. Als ihr das Lied angeboten wurde, stand sie ihm zunächst ablehnend gegenüber, da es so grundverschieden von ihrer bisherigen Musik war. Der Präsident von Atlantic Records, Ahmet Ertegün, hatte aber das richtige Gespür und überredete sie, den Song und andere, die er für sie ausgewählt hatte, aufzunehmen. Der Song wurde der erste von fünf Nummer-eins-Hits in den Billboard Charts. Insgesamt blieb das Lied elf Wochen in den R&B-Charts verzeichnet. Teardrops from my Eyes war auch die erste Single von Atlantic, die auf dem neuen 45rpm-Format veröffentlicht wurde.
Der Song handelt von einem Mädchen, das allein ist und jedes Mal zu weinen beginnt, wenn sie an ihren Geliebten denkt, der sie verlassen hat. („Well, if you see clouds here in my eyes It's just because you said good-bye“). Erst wenn er zurückkommt, wäre alles wieder in Ordnung („Remember the night you told me our love would always be I wouldn't be blue and lonely, well, if you'd come back to me“).

## Coverversionen
- Lucky Millinder (gesungen von Wynonie Harris) 1950[3][4]
- Jo Stafford & Gene Autry 1950
- Louis Jordan and His Tympany Five 1951
- Ella Mae Morse 1954[5]
- Billy Jack Wills 1954[6]
- Ella Fitzgerald 1958
- Jerry Butler 1960
- Ray Charles 1964
- Jimmy Witherspoon 1964
- Brother Jack McDuff 1967
- Jools Holland & His Rhythm & Blues Orchestra featuring George Benson 2002